# Black Nights
«Black Nights» — пісня американського блюзового музиканта Лоуелла Фулсона, випущена синглом у 1965 році на лейблі Kent. Стала одним з найбільших хітів виконавця, посівши 1966 року пісня 11-е місце в чарті Hot Rhythm & Blues Singles журналу «Billboard». 2023 року включена до Зали слави блюзу.

## Оригінальна версія
Автор пісні — Фетс Вашингтон. Сесія звукозапису відбулась для лейблу братів Бігарі Kent 1965 року в Лос-Анджелесі, Каліфорнія, в якій взяли участь Лоуелл Фулсон (вокал, гітара), Артур Адамс і Рене Голл (обидва — гітара), Джекі Келсо (баритон-саксофон), Максвелл Девіс (фортепіано), Кертіс Тіллмен (бас) та Чак Томас (ударні). Пролюсером сесії виступив Майк Акопофф, аранжування виконав Максвелл Девіс.
Пісня була випущена у листопаді 1965 році на синглі (Kent K 431x45; на 7" 45) із «Little Angel» на стороні «Б». На Kent з контрактних міркувань прізвище виконавця на платівці вказувалося як Фулсом. У 1965—1966 роках вона протрималась 12 тижнів у чарті журналу «Billboard», посівши 11-е місце (15 січня 1966) в Hot Rhythm & Blues Singles.
1965 року пісня була включена до платівки Soul, а пізніше в 1967 році вийшла в альбомі Tramp (обидва — Kent).

## Інші версії
Пісню перезаписали інші виконавці, зокрема Chicago Blue Stars для Coming Home (1969), Коко Тейлор для Southside Baby (1973), Хіп Лінкчейн для I Am on My Way (1977), Віллі Вілліс (1983), Джонні Джонсон для Blue Hand Johnnie (1988), Бугі Білл Вебб для Drinkin' and Stinkin' (1989), Джеймс Коттон для Mighty Long Time (1991), Віллі Кент (1998), Джим Бернс (2010) та ін.

## Визнання
12 березня 2023 року пісня «Black Nights» в оригінальному виконанні Фулсона (Kent, 1965) була включена до Зали слави блюзу в категорії «Класичний блюзовий запис — пісня».